# Dacia Sandero I
Pour l’article homonyme, voir Dacia Sandero.
La Dacia Sandero est une automobile économique du groupe Renault commercialisée sous la marque Renault de 2007 à 2019 et sous la marque Dacia de 2008 à 2012.

## Présentation

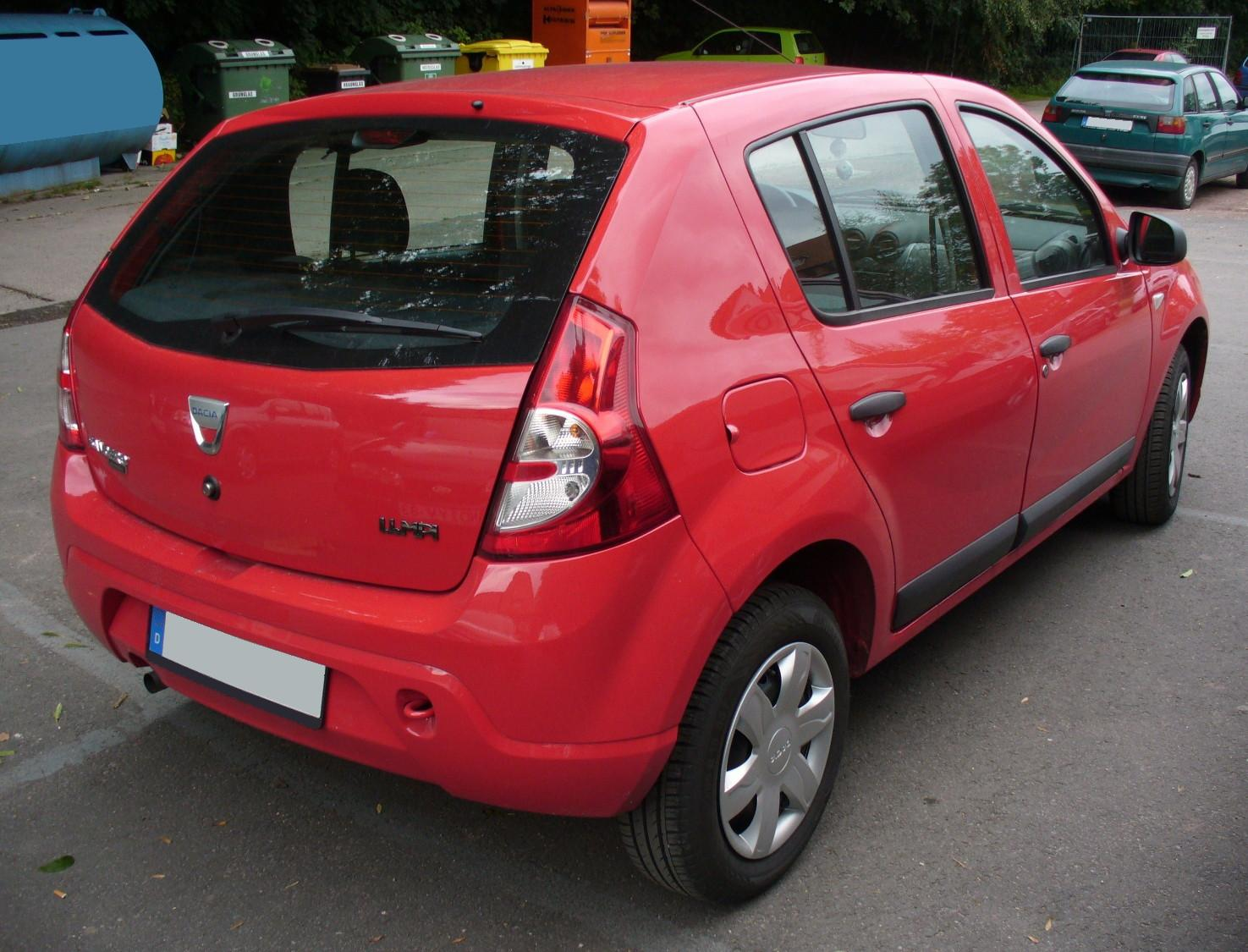
Vue arrière de la Dacia Sandero.

C'est un véhicule à cinq portes qui dispose d'un empattement plus court que la berline Logan dont elle est issue.
Elle est construite au Brésil, où elle est vendue sous la marque Renault depuis décembre 2007. Une version estampillée Dacia est lancée en Europe Occidentale, en Turquie et au Maghreb en 2008.
Les prises de commandes sont possibles en Roumanie depuis le 4 juin 2008. Les prises de commandes sont possibles en France depuis le 22 mai 2008. Elle a été lancée en France le 27 juin 2008.

### Production
Fabriquée à l'usine Renault de Curitiba (Brésil), à l'usine Renault de Envigado (Colombie)  et à l'usine de Pitesti (Roumanie) dès 2008, elle le sera ensuite en Russie, au Maroc, en Colombie et en Afrique du Sud (2009). La Sandero bénéficie selon le constructeur des qualités fondamentales des véhicules de la gamme Dacia : habitabilité, capacité de chargement et robustesse.

### Euro NCAP
Dans le crash test Euro NCAP, Dacia Sandero a obtenu seulement 3 étoiles en matière de sécurité pour les adultes, et seulement 1,6 pour le coup du lapin (test d'impact arrière inclus dans la nouvelle réglementation Euro NCAP). Comme avec tous les véhicules, l'Euro NCAP a également testé la voiture avec des équipements de sécurité optionnels (pack Sécurité), les résultats se sont améliorés, mais n'atteignent pas les normes de qualité des autres voitures du même segment (4 étoiles pour les occupants (31 points), 4 pour les enfants occupant (38 points) et 1 pour les piétons).

### Conception
- La Sandero reprend l'essentiel des pièces de la Logan : plus de 70 % des pièces sont communes.
- Elle est aussi fabriquée en Russie dans l'usine de la filiale Avtoframos à Moscou. La capacité de l'usine devant doubler (160 000 véhicules prévus en 2009)[8].
- Elle est garantie trois ans ou 100 000 kilomètres.
- La Sandero arbore le nouveau logo de la marque Dacia[9].

## Caractéristiques techniques

### Motorisations
Lors du lancement, seuls les moteurs essence sont disponibles.
Les diesels prévus à la rentrée 2008 sont disponibles depuis le 12 septembre 2008 en France, en Belgique et au Luxembourg.
Le premier trimestre 2009 a vu l’arrivée, en France, de deux nouvelles motorisations :
- Le 1.2 16v, disponible depuis février 2009, vient en remplacement du 1.4 MPI 75. Il offre des consommations et des émissions de CO2 en baisse, ce qui fait de lui le premier moteur essence, chez Dacia, à être labellisé « Dacia Eco² ».
- Le 1.4 MPI 75 GPL, disponible depuis mars 2009, est la première offre alternative aux carburants traditionnels de la gamme Dacia.

En 2010, les nouvelles motorisations Diesel de 75 et 90 ch avec FAP (Filtre À Particules) ; associés à une boite nettement allongée (près de 50 km/h pour 1 000 tr/min en 5e vitesse) ont permis à la Sandero d'être élue « Voiture économique de l'année ». Le succès de ces nouveautés ayant allongé les délais de livraison, les anciennes motorisations dCi 70 et 85 restent disponibles au catalogue.
En 2012, le modèle "Stepway 2 1.6 16V Bioethanol" a été lancé peu avant commercialisation du Stepway 2 avec un moteur à 105 ch (7CV) pouvant prendre en charge le biocarburant E85 ou simplement les deux SP95 et SP98 actuels. Ce modèle est tagué au dos d'un logo « HiFlex » inscrit en rouge.
Chez Dacia, le monogramme de dénomination des Diesels est entièrement écrit en capitales (DCI), alors que le monogramme Renault pour le même moteur mêle une seule capitale à deux bas de casse (dCi).
| Modèle         | Cylindrée (cm3) | Puissance (ch) | Vitesse maximum (km/h) | Consommation (l/100 km)   | Émissions de CO2/km en g  |
| -------------- | --------------- | -------------- | ---------------------- | ------------------------- | ------------------------- |
| 1.2 16v        | 1 149           | 75             | 160                    | 5,9                       | 139                       |
| 1.4 MPi 75 GPL | 1 390           | 75             | 161                    | 8,3 (GPL) / 6,6 (essence) | 135 (GPL) / 158 (essence) |
| 1.6 MPi 90     | 1 598           | 90             | 174                    | 7,0                       | 170                       |
| 1.6 HiFlex 16V | 1 598           | 105            | 172                    | 9,0 (E85) / 7,0 (essence) | 154                       |
| 1.5 DCI 70     | 1 461           | 68             | 157                    | 4,5                       | 120                       |
| 1.5 DCI 75     | 1 461           | 75             | 162                    | 4,1                       | 104                       |
| 1.5 DCI 85     | 1 461           | 85             | 167                    | 4,4                       | 115                       |
| 1.5 DCI 90     | 1 461           | 90             | 173                    | 4,1                       | 104                       |

## Vendue par Renault et Dacia

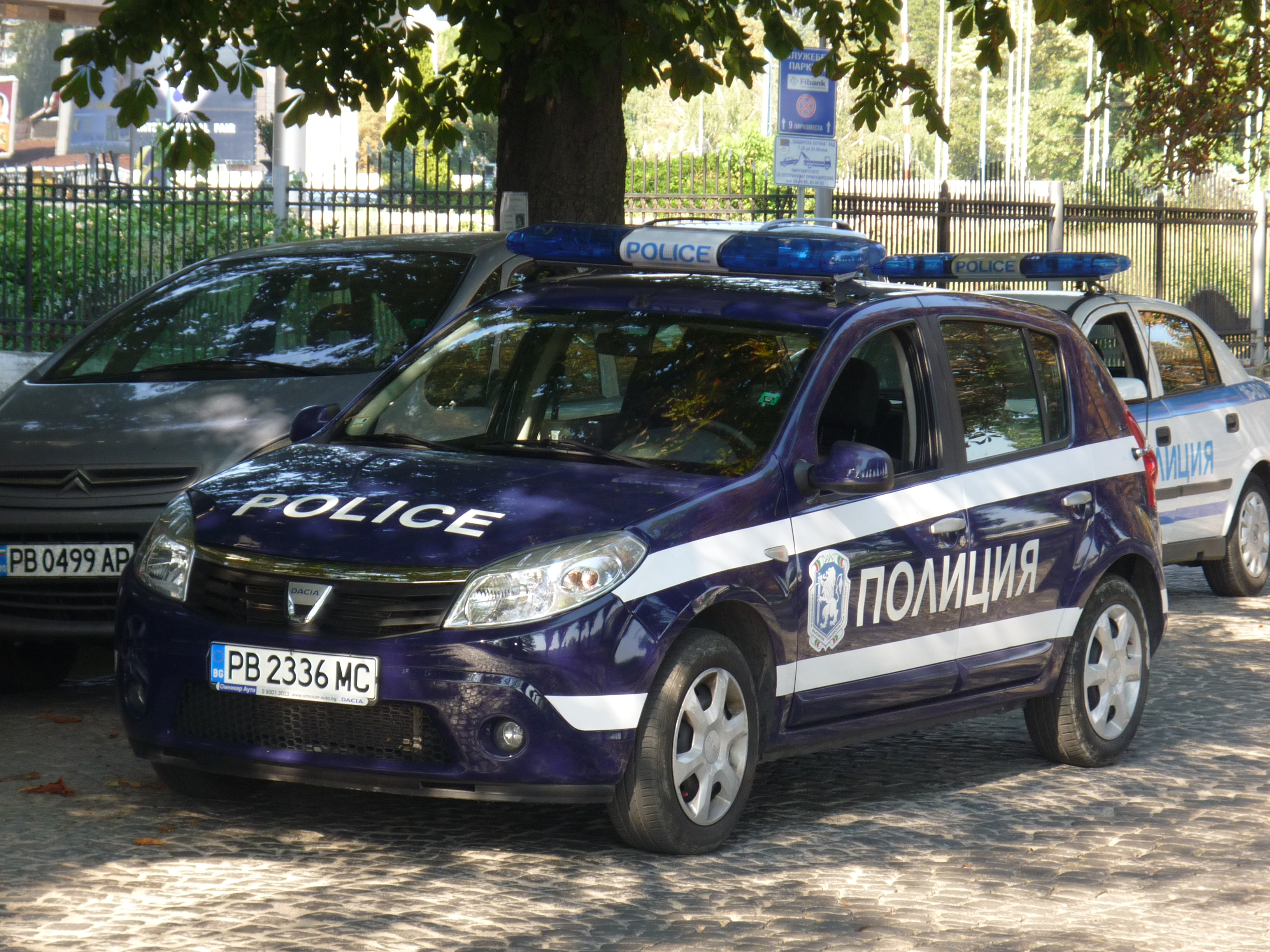
Dacia Sandero I utilisée en véhicule de police à Plovdiv en Bulgarie

Vendue au Brésil sous la marque Renault avec un positionnement haut de gamme, elle est vendue en Europe comme une voiture économique sous la marque Dacia. La Sandero est davantage commercialisée sous la marque Renault que sous celle de Dacia. À partir de fin 2015, elle est produite en Iran.

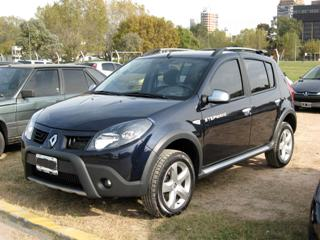
Renault Sandero Stepway

## Restylage

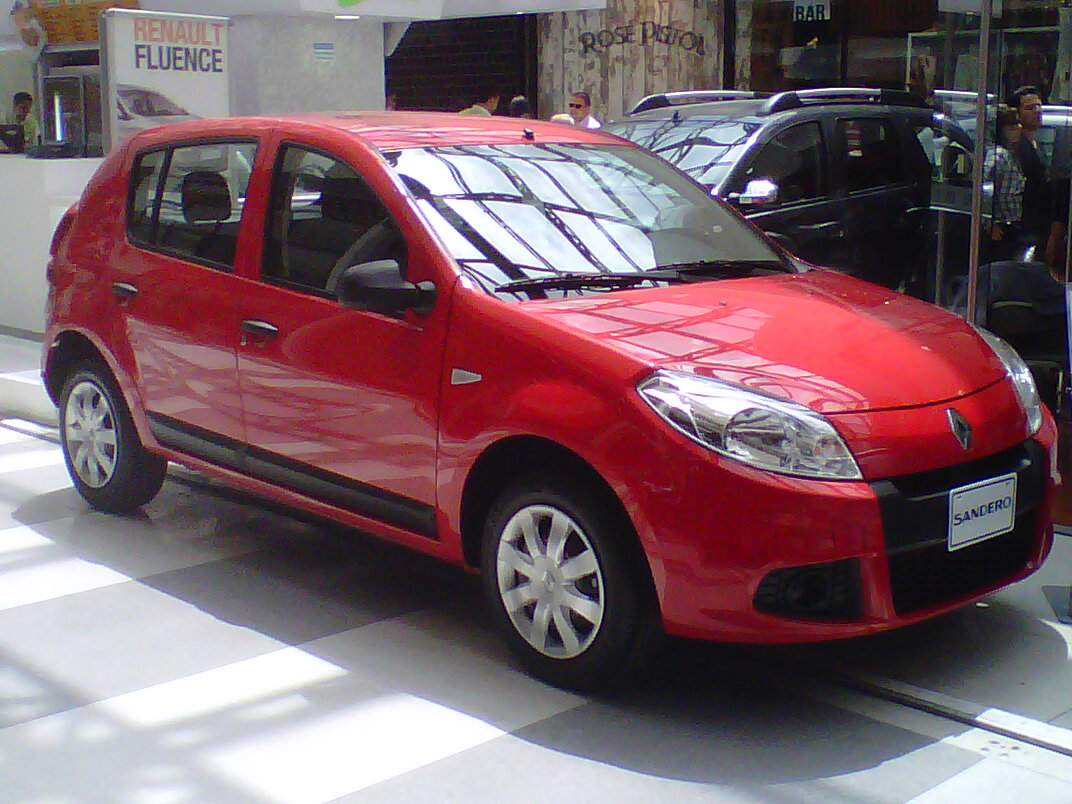
Renault Sandero restylée en Colombie

En 2011, une version restylée de la Sandero sort en Amérique du Sud. La face avant est totalement inédite et évoque les Renault Laguna III, Scénic III, Mégane III.

## Sandero Stepway
Une Sandero à l'apparence d'un véhicule tout terrain, baptisé Stepway, fabriqué à l'usine Renault de Curitiba, est disponible depuis le mois d'octobre 2008 au Brésil puis en Argentine sous la marque Renault. En Europe, cette version a été présentée au salon de Barcelone, et est commercialisée depuis octobre 2009.
Malgré ses ressemblances avec un véhicule tout-terrain (pare-chocs proéminent, sabots de protection, barres de toit, marchepied, garde au sol rehaussée), le Stepway est une traction. La motorisation principalement commercialisée en France actuellement le Diesel 1.5 (1 461 cm3 - 160 N m à 4 000 tr/min) à rampe commune de 70 et 85 ch. Un second modèle bioethanol (1.6 16V BioEthanol II, 105 ch) a été commercialisé à la fin de 2012 peu avant le lancement du Stepway 2. Il s'agit de la même motorisation commercialisée depuis 2010 pour le Dacia Duster 1.6 16V BioEthanol de 105ch.
On la trouve en version 1.6 MPI de 90 ch dans d'autres pays d'Europe (Espagne, Roumanie, Belgique).
Pour la marque, le segment des véritables 4x4 est couvert par le Dacia Duster, qui est de plus grandes dimensions.

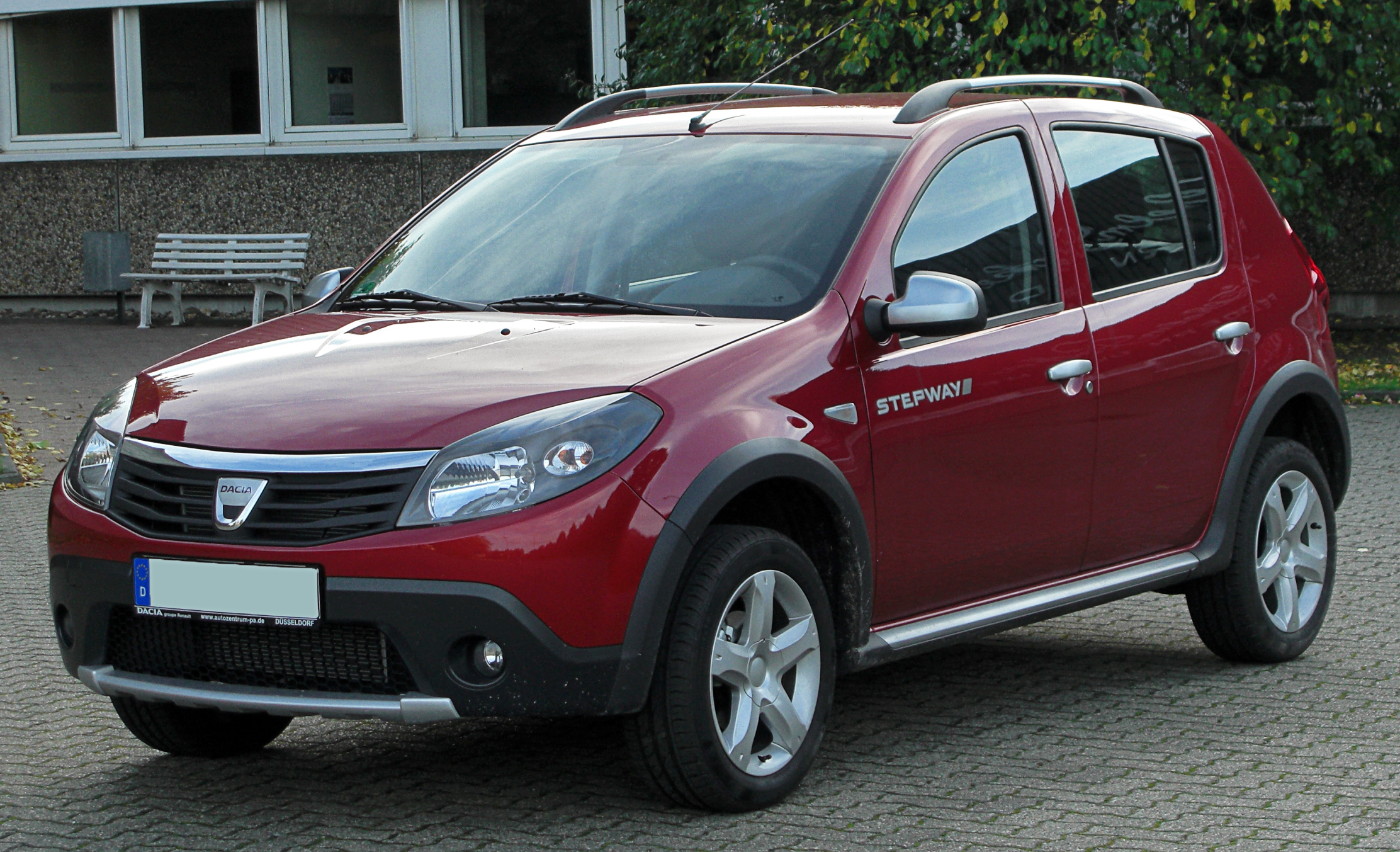
Sandero Stepway Phase I.
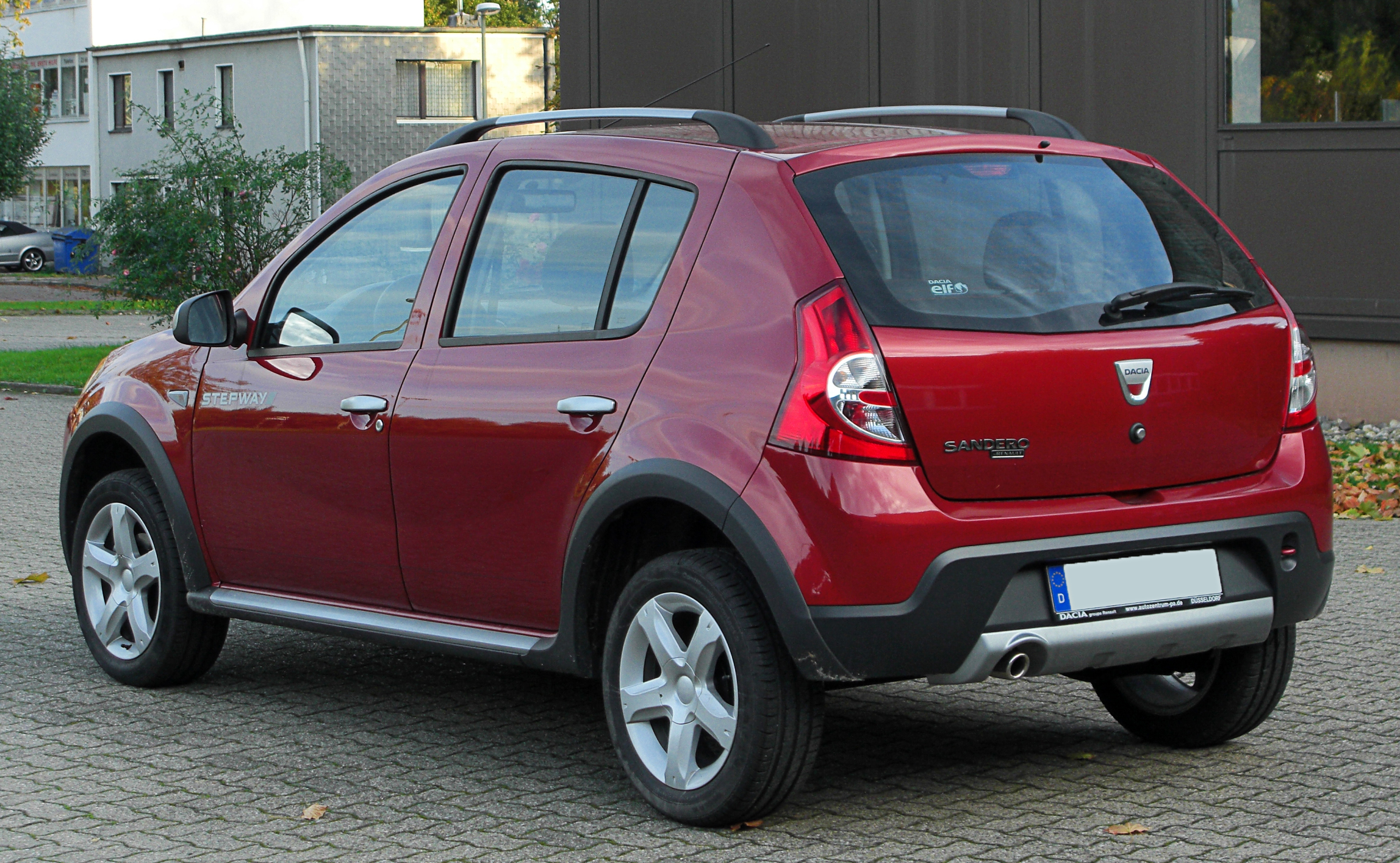
Vue arrière.